# 1990 QV5
1990 QV5 är en asteroid i huvudbältet som upptäcktes den 29 augusti 1990 av den amerikanske astronomen Henry E. Holt vid Palomarobservatoriet.